# 099 (prefisso)
099 è il prefisso telefonico del distretto di Taranto, appartenente al compartimento di Bari. È, in ordine numerico, l'ultimo prefisso telefonico italiano.
Il distretto comprende l'intera provincia di Taranto tranne Martina Franca che utilizza il prefisso 080 (prefisso di Bari). Confina con i distretti di Matera (0835) a ovest, di Bari (080) a nord, di Brindisi (0831) a nord-est, di Lecce (0832) e di Gallipoli (0833) a est.

## Aree locali
Il distretto di Taranto comprende 28 comuni compresi nelle 6 aree locali di Fragagnano (ex settori di Fragagnano e Pulsano), Ginosa (ex settori di Castellaneta e Ginosa), Grottaglie (ex settori di Grottaglie e San Giorgio Ionico), Manduria, Massafra e Taranto (ex settori di Crispiano e Taranto).

## Comuni
I comuni compresi nel distretto sono: Avetrana, Carosino, Castellaneta, Crispiano, Faggiano, Fragagnano, Ginosa, Grottaglie, Laterza, Leporano, Lizzano, Manduria, Maruggio, Massafra, Monteiasi, Montemesola, Monteparano, Mottola, Palagianello, Palagiano, Pulsano, Roccaforzata, San Giorgio Ionico, San Marzano di San Giuseppe, Sava, Statte, Taranto e Torricella .